# Caloschemia
Caloschemia is een geslacht van vlinders van de familie Callidulidae, uit de onderfamilie Pterothysaninae.

## Soorten
- C. monolifera Mabille, 1878
- C. pulchra (Butler, 1878)